# أبو زيد الأنصاري
أبو زيد سعيد بن أوس بن ثابت الخزرجي الأنصاري البصري (122-215 هـ)(1) لغوي من أئمة الأدب. غلب عليه اللغات والنوادر والغريب. قال ابن خلكان: «وكان يرى رأي القدر، وكان ثقة في روايته.»
حدث أبو عثمان المازني قال: «رأيت الأصمعي وقد جاء إلى حلقة أبي زيد المذكور، فقبل رأسه وجلس بين يديه وقال: أنت رئيسنا وسيدنا منذ خمسين سنة.» وفي رواية أخرى «ثلاثين سنة» وفي غيرها «عشرين سنة» والشاهد من الحادثة أن الأصمعي كان يبجله ويحترمه.

## روايته للحديث النبوي
- حدث عن سليمان التيمي، وعوف الأعرابي، وابن عون، ومحمد بن عمرو بن علقمة، ورؤبة بن العجاج، وأبي عمرو بن العلاء، وسعيد بن أبي عروبة، وعمرو بن عبيد القدري.[6]
- حدث عنه خلف بن هشام البزار، وتلا عليه، وأبو عبيد القاسم بن سلام، وأبو عمر صالح بن إسحاق الجرمي، وأبو حاتم السجستاني، وأبو عثمان المازني، وعمر بن شبة، وأبو حاتم الرازي[ ؟ ]، والعباس الرياشي، وأبو العيناء، والكديمي، وأبو مسلم الكجي، ومحمد بن يحيى بن المنذر القزاز، وخلق كثير.[3]

## مؤلفاته
وأورد ابن خلكان مؤلفاته في وفيات الأعيان كما يلي:
«منها
كتاب "القوس والترس"
كتاب: "الإبل"
كتاب "خلق الإنسان"
كتاب "المطر"
كتاب "المياه"
كتاب "اللغات"
كتاب "النوادر"
كتاب "الجمع والتثنية"
كتاب "اللبن"
كتاب "بيوتات العرب"
كتاب "تخفيف الهمزة"
كتاب "القضيب"
كتاب "الوحوش"
كتاب "الفرق"
كتاب "فعلت وأفعلت"
كتاب "غريب الأسماء"
كتاب "الهمزة"
كتاب "المصادر" وغير ذلك، وله في النبات كتاباً حسناً جمع فيه أشياء غريبة.» وقد ذكر السيوطي في بغية الوعاة بعضا من هذه الكتب وكتبا أخرى مثل «قراءة أبي عمرو» و«التضارب» و«المنطق لغة» وغيرها كثير.

## وفاته
وكانت وفاته بالبصرة في سنة خمس عشرة-وقيل أربع عشرة، وقيل ستة عشرة ومئتين، وعمر عمراً طويلاً حتى قارب المائة، وقيل أنه عاش ثلاثاً وتسعين سنة، وقيل خمساً وتسعين، وقيل ستاً وتسعين.

## هامش
- 1 توفي سنه 544.